# Drepanopeziza sphaerioides
Drepanopeziza sphaerioides är en svampart som först beskrevs av Christiaan Hendrik Persoon, och fick sitt nu gällande namn av Franz Xaver von Höhnel 1917. Drepanopeziza sphaerioides ingår i släktet Drepanopeziza och familjen Dermateaceae.  Arten är reproducerande i Sverige. Inga underarter finns listade i Catalogue of Life.